# یوزف شوانه
یوزف شوانه (انگلیسی: Joseph Schwane; ۲ آوریل ۱۸۲۴ – ۶ ژوئن ۱۸۹۲) متخصص آلمانی الهیات بود که کتاب او به نام تاریخ جزم‌گرایی پیشرو مباحث جزمی در مذهب کاتولیک بود.